# Helmut Kickton
Helmut Kickton (Köln 28 de junio de 1956) es un organista, director de coro y editor alemán.
Kickton estudió en Robert Schumann Hochschule en Düsseldorf con Hans-Dieter Möller y Hartmut Schmidt. Es multiinstrumentista de formación autodidacta, y toca órgano, violín, flauta dulce, viola, violonchelo, contrabajos, trombón y guitarra.
En 2002, él fundó kantoreiarchiv, una biblioteca en línea para partituras gratis.

## Composiciones
- Fuge über zwei Kyriethemen für Sequenzer.
- Diptychon über „Ave maris stella“ und „Erhalt uns Herr bei deinem Wort“.
- Rockludium.
- Intrade für 6 Blechbläser über „Veni Creator Spiritus“.

## Galería

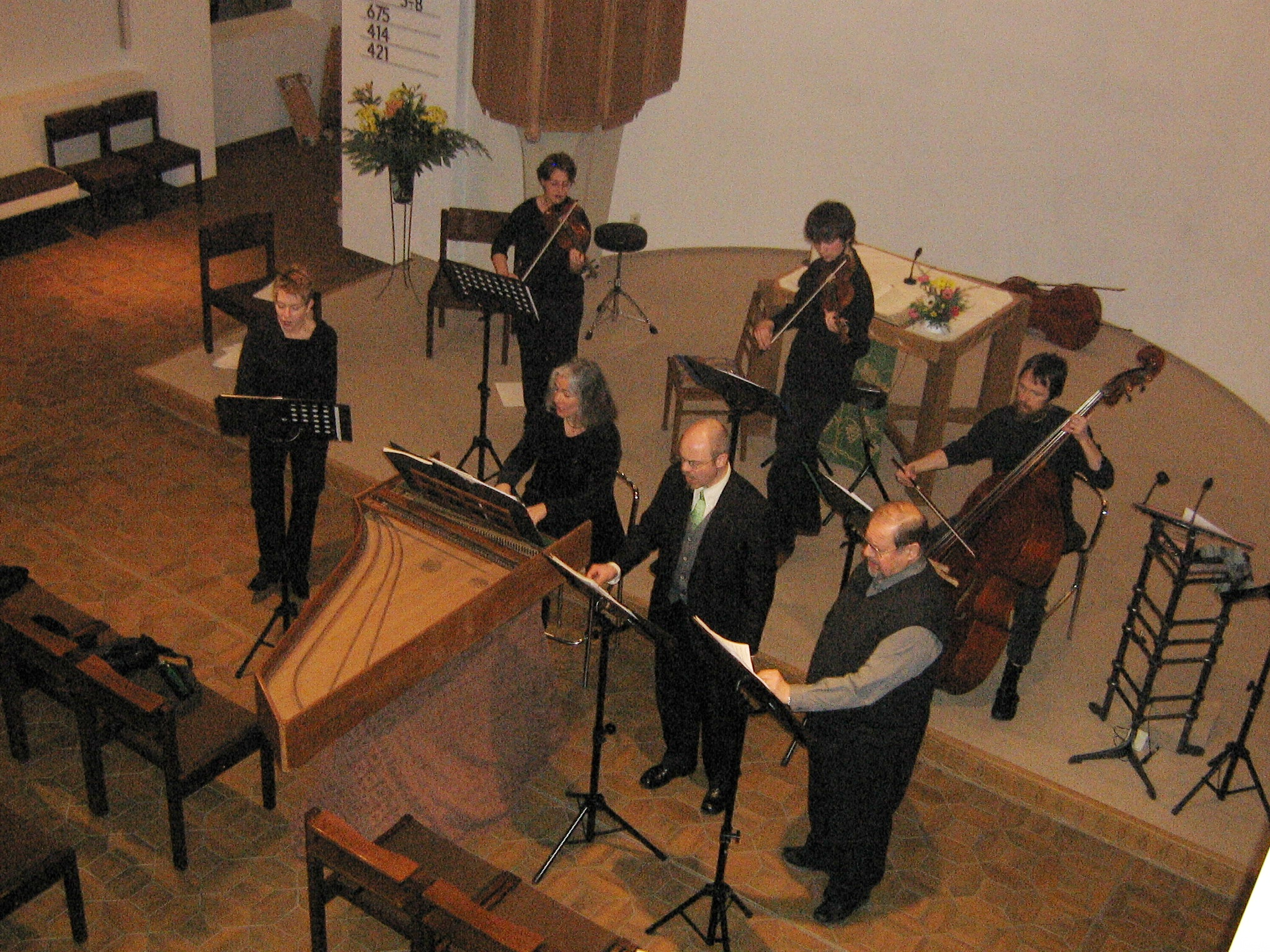
kreuznacher-diakonie-kantorei (Helmut Kickton contrabajos)
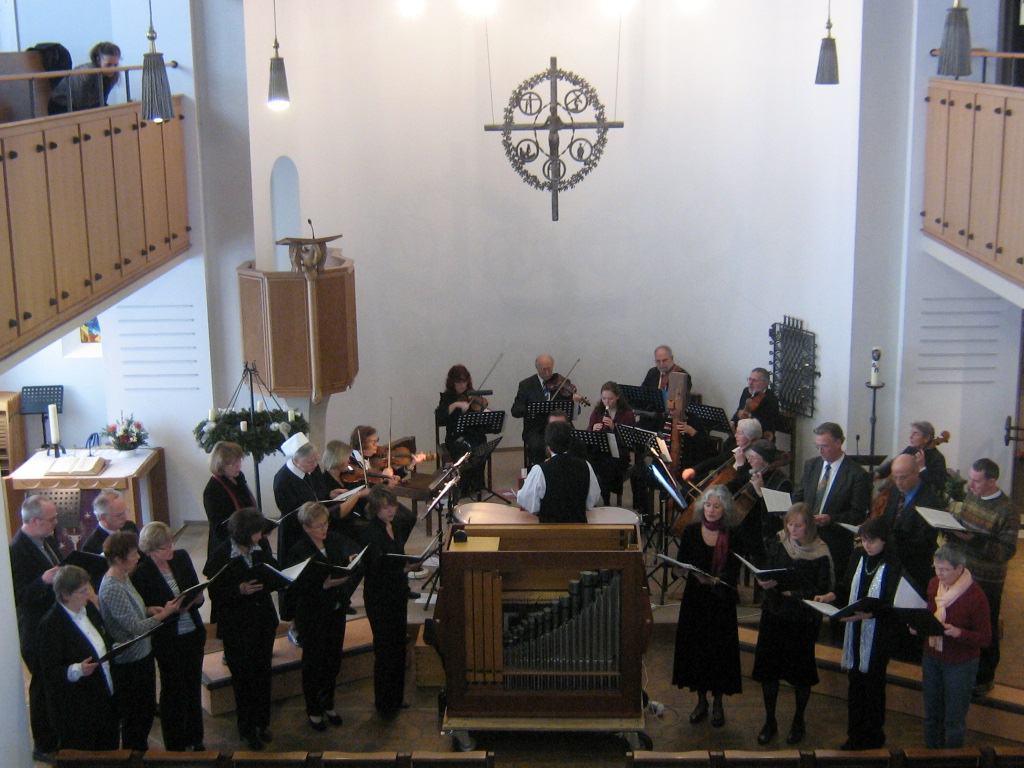
kreuznacher-diakonie-kantorei
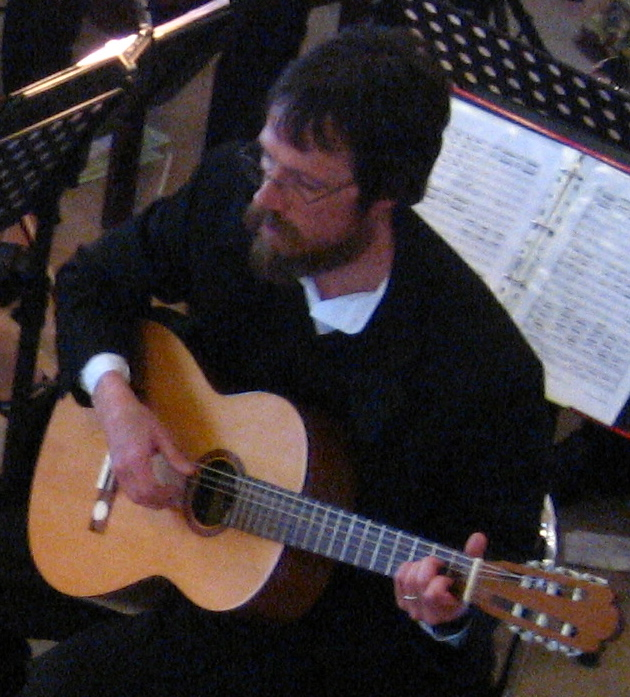
Basso continuo (guitarra)